# مشطاوات
المشطاوات (الاسم العلمي: Pectinida)،رتبة تصنيفية من محار المياه المالحة الكبيرة والمتوسطة القد، تنتمي إلى الرخويات ذوات الصدفتين البحرية، المعروفة باسم الأسقلوبات وأشباها. ويعتقد أنها بدأت بنشوء في أواخر عصر الأوردوفيك الأوسط؛ العديد من أنواعه، لا تزال موجودة.